# 1993年の出版
1993年の出版（1993ねんのしゅっぱん）では1993年出版に関する出来事についてまとめる。
出版社の設立・倒産、文庫・新書の創刊、特記した場合を除き、創刊・休刊・廃刊・復刊の日付はそれぞれの創刊号・最終号・復刊号の発売日である。

## 出版の関する出来事

### 3月
- 主婦と生活社の婦人向け情報誌『主婦と生活』を休刊。

### 4月
- 4月5日 - 角川書店のライトノベル雑誌『ザ・スニーカー』を創刊。[1]

### 5月
- リクルートの結婚情報誌『ゼクシィ』を創刊。[2]
- 講談社の漫画雑誌『るんるん』を創刊。

### 8月
- 三栄書房の競艇情報誌『競艇マクール』を創刊。[3]

### 12月
- 3日 - 小学館のゲーム雑誌『ゲーム・オン!』を創刊。

雑誌の創刊・休刊・廃刊・ミリオンセラーの出版の記載、特記した場合を除き、創刊・廃刊・復刊の日付はそれぞれの創刊号、最終号、復刊号の発売日である。